# Peperomia paramuna
Peperomia paramuna är en pepparväxtart som beskrevs av Callejas. Peperomia paramuna ingår i släktet peperomior, och familjen pepparväxter. Inga underarter finns listade i Catalogue of Life.